# Federación Europea de Tchoukball

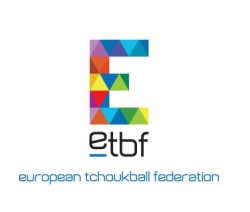
Logo de la Federación Europea de Tchoukball

La Federación Europea de Tchoukball (ETBF) es una organización deportiva que cubre el tchoukball del continente europeo. Se fundó en 2014 en la ciudad suiza de Neuchâtel. Está dirigida desde 2014 por la italiana Chiara Volonte. En 2018, reunió a trece federaciones nacionales de tchoukball. La ETBF se convirtió en la tercera federación continental del deporte del tchoukball (después de la Federación de Asia-Pacífico y la Federación Africana) y, junto con otras, es miembro de la Federación Internacional de Tchoukball (FITB). El órgano legislativo máximo y único de la federación es la Asamblea General de la ETBF.
La fundación de la  ETBF se produjo mediante un acuerdo entre los miembros europeos de la Federación Internacional de Tchoukball. En la misma reunión también se propusieron los miembros del Comité Ejecutivo, que fueron posteriormente elegidos por votación. Ese mismo año, la nueva federación asumió la responsabilidad organizativa de la celebración del torneo continental europeo de selecciones nacionales: el Campeonato Europeo de 2014, en la ciudad alemana de Radevormwald.
La función principal de la Federación es gestionar todas las competiciones europeas, lo que incluye, en cuanto a selecciones nacionales, los Campeonatos Europeos de Tchoukball y en cuanto a la competición por equipos la Copa de Campeones de Europa (Winner’s Cup), en la que los clubes europeos ganadores de sus respectivas competiciones nacionales compiten por el título cada año.
También se ocupa de ayudar a las Federaciones Nacionales miembros: apoyando las solicitudes para convertirse en miembros plenos de la FITB, trabajando con las federaciones para comunicar las reglas y regulaciones internacionales y viajando y desarrollando el tchoukball en toda Europa.
Los siete miembros fundadores de la ETBF fueron: República Checa, Francia, Alemania, Austria, Reino Unido, Suiza e Italia. Posteriormente se han unido como miembros de pleno derecho Bélgica, España, Hungría, Malta, Polonia y Portugal.

## Campeonato de Europa de Selecciones Nacionales
En la mayoría de los campeonatos europeos por equipos existe el requisito de juego mixto, por el que cada equipo debe presentar en cancha y en todo momento al menos un jugador de cada sexo. Los campeonatos de selecciones, en cambio, presentan categorías masculina y femenina conforme a las normas de la Federación Internacional de Tchoukball.
Se incluyen también en esta tabla los campeonatos realizados fuera del ámbito de la ETBF con anterioridad a su creación.
| Año  | Sede            | Categoría masculina | Categoría femenina |
| ---- | --------------- | ------------------- | ------------------ |
| 2003 | Italia          | Suiza               | Suiza              |
| 2006 | Suiza           | Reino Unido         | Suiza              |
| 2008 | República checa | Suiza               | Suiza              |
| 2010 | Reino Unido     | Suiza               | Suiza              |
| 2014 | Alemania        | Austria             | Suiza              |
| 2016 | República Checa | Austria             | Suiza              |
| 2018 | Italia          | Italia              | Italia             |
| 2022 | Reino Unido     | Italia              | Suiza              |
| 2024 | Italia          | Italia              | Italia             |

## Campeonato de Europa Juveníl
| Año  | Sede            | M-18 masculino | M-15 masculino | M-12 masculino  | M-18 femenino | M-15 femenino | M-12 femenino |
| ---- | --------------- | -------------- | -------------- | --------------- | ------------- | ------------- | ------------- |
| 2016 | República Checa | Italia         | Italia         | República Checa | -             | Austria       | -             |
| 2022 | Reino Unido     | Suiza          |                |                 |               |               |               |

## Winner’s Cup  (campeonato europeo de clubs)
| Temporada | Campeón                      | Segundo clasificadoo         | Tercer clasificado           |
| 2008      | Lausanne Olympic             | Limbiate Crazy Frogs         | Geneva Eagles                |
| 2009      | Lausanne Olympic             | Saronno Castor               | Geneva Eagles                |
| 2010      | Saronno Castor               | Ferrara Bulls                | Geneva Eagles                |
| 2011      | Saronno Castor               | Meyrin Panthers              | Ferrara Bulls                |
| 2012      | Saronno Castor               | RuckTchouk Traiskirchen      | Meyrin Panthers              |
| 2013      | RuckTchouk Traiskirchen      | Meyrin Panthers              | Saronno Castor               |
| 2014      | RuckTchouk Traiskirchen      | Meyrin Panthers              | Saronno Castor               |
| 2015      | RuckTchouk Traiskirchen      | Saronno Castor               | Meyrin Panthers              |
| 2016      | RuckTchouk Traiskirchen      | TuS Oeckinghausen            | Saronno Castor               |
| 2017      | Saronno Castor               | Meyrin Panthers              | TuS Oeckinghausen            |
| 2018      | Ferrara Bulls                | TuS Oeckinghausen            | RuckTchouk Traiskirchen      |
| 2019      | RuckTchouk Traiskirchen      | Meyrin Panthers              | Ferrara Bulls                |
| 2020      | Cancelado debido al Covid-19 | Cancelado debido al Covid-19 | Cancelado debido al Covid-19 |
| 2021      | Cancelado debido al Covid-19 | Cancelado debido al Covid-19 | Cancelado debido al Covid-19 |
| 2022      | Rovello Sgavisc              | Saronno Castor               | Geneva Dragons               |
| 2023      | Ferrara Bulls                | Rovello Sgavisc              | Val-de-Ruz Flyers            |
| 2024      | Rovello Sgavisc              | Ferrara Monkeys              | Geneva Dragons               |
| 2025      | Ferrara Monkeys              | Rovello Sgavisc              | Geneva Dragons               |